# Ascaridia galli
Ascaridia galli Schrank, 1788 es un nemátodo, parásito de aves de corral.

## Morfología

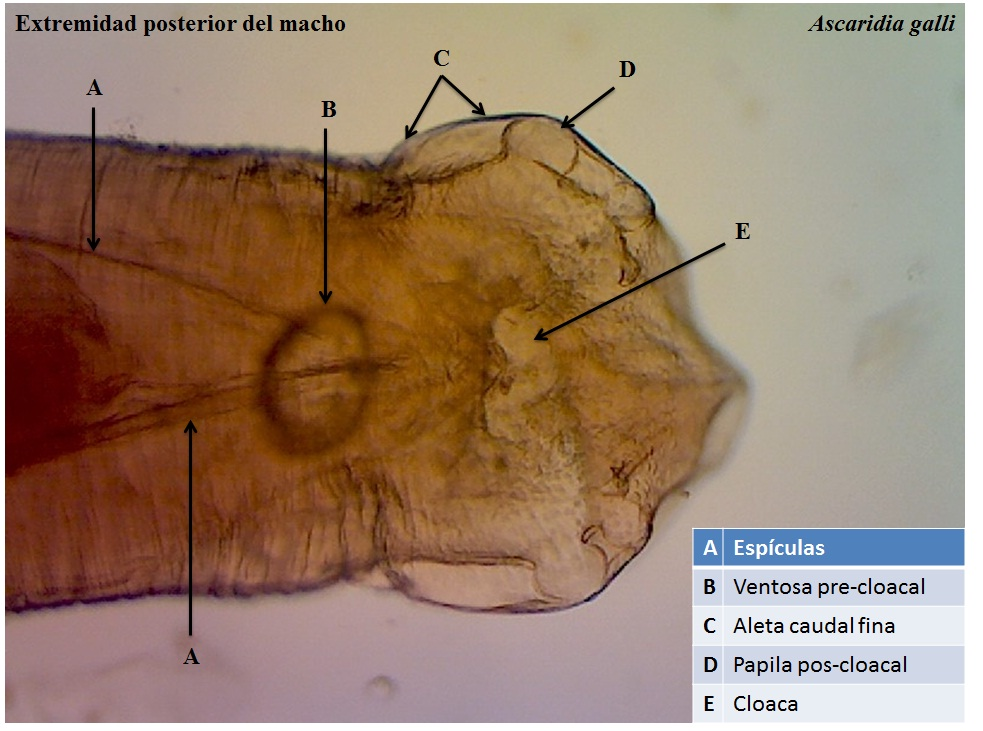
Tercio posterior del macho. Schrank, 1788

Es el nematodo más grande en las aves. El cuerpo es semi-transparente, de color blanco-cremoso y es cilíndrico. El extremo anterior se caracteriza por una boca prominente, que está rodeado por tres grandes labios tri-lobulados. Los bordes de los labios poseen denticulaciones. Esófago claviforme. 

### Paredes del cuerpo
El cuerpo está totalmente cubierta con una estructura proteínica gruesa llamada cutícula. La cutícula es estriada transversalmente en toda la longitud del cuerpo y aletas caudales poco desarrolladas. Dos papilas conspicuas están situadas en el labio dorsal y uno en cada uno de los labios lateroventrales. Estas papilas son los órganos sensoriales del nematodo.

### Extremidad posterior
- Macho: son relativamente más cortos y más pequeños, con una cola que termina en punta cónica y curvada, espículas iguales, presenta una ventosa pre-cloacal también hay diez pares de papilas caudales hacia la región de cola del cuerpo, y que están dispuestos linealmente en grupos bien definidos tales como pre-cloacales (3 pares), cloacal (1 par), post-cloacal (1 par) y sub-terminal (3 pares) papilas. Su longitud es de 3-8cm.
- Hembra: son considerablemente más largas y más robustas, con la apertura de la vulva en la porción media (aproximadamente a medio camino entre los extremos anterior y posterior) del cuerpo y el ano en el extremo posterior del cuerpo. El final de la cola de las hembras es característicamente franco y directo. Su longitud es de 6-12 cm.

## Parásito
Presente en el intestino delgado de gallina, pavo, ganso, pato y otras aves.

## Ciclo evolutivo

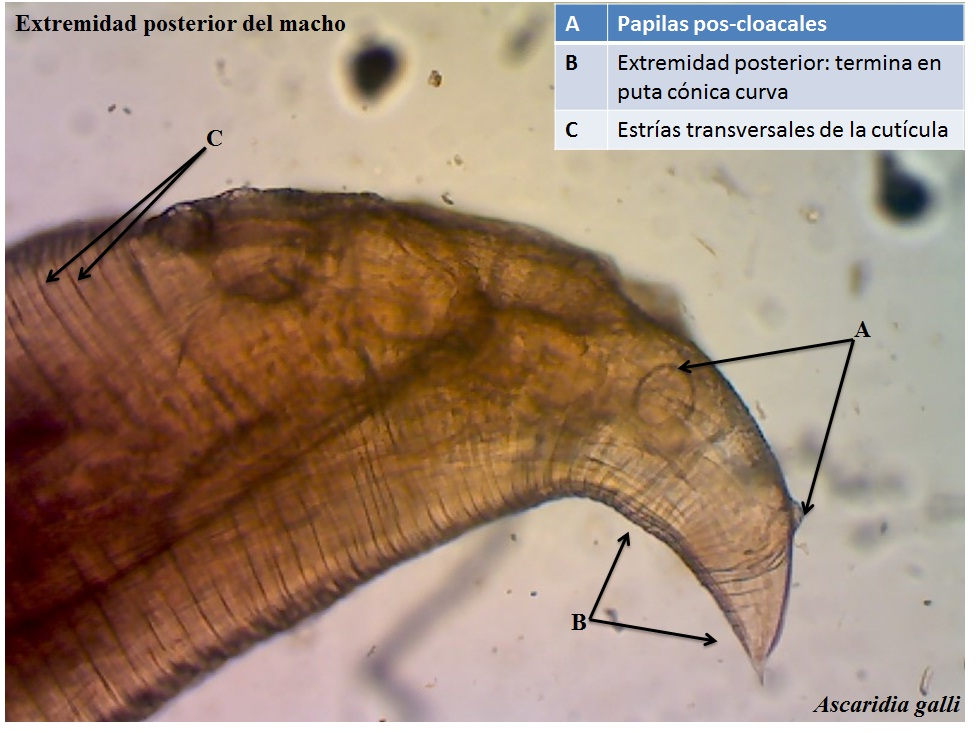
Extremidad posterior del macho. Schrank, 1788

Directo. Las hembras depositan los huevos que llegan al exterior con las heces. En el medio ambiente, al interior de estos huevos se desarrollan a larvas infectivas  en función de la humedad y temperatura ambientales: unos 12 días a 33 °C, pero de ordinario más lentamente. Lombrices terrestres pueden también ingerir huevos o larvas y actuar como vectores mecánicos secundarios al ser ingeridas por las aves.